# Museo archeologico nazionale di Verona
Il museo archeologico nazionale di Verona è un museo statale aperto da febbraio 2022 e situato nell'edificio che in epoca austriaca ospitava il carcere di guarnigione di San Tommaso a Verona in Stradone San Tomaso 3.  

## Storia
Il complesso di San Tomaso, che ospita il museo, nacque nel XIII-XIVI secolo come monastero dei Carmelitani, dotato di una chiesa, la chiesa di San Tomaso Cantuariense dedicata a san Tommaso Becket. Il monastero venne soppresso in età napoleonica nel 1805, passando al demanio. Nella successiva dominazione austriaca, nel 1844-1848 molti dei locali dell'ex convento vennero utilizzati come carcere militare, divenendo luogo di detenzione e processo di numerosi indipendentisti italiani, tra cui i Martiri di Belfiore. Il chiostro fu parzialmente abbattuto nel 1860. In seguito all'indipendenza italiana divenne sede del comando della Divisione territoriale dei Carabinieri.  Dopo una serie di restauri è stato riaperto come museo nel 2022 con la sezione dedicata a preistoria e protostoria. Nel 2024 è prevista l'apertura dell'area legata all'archeologia romana.

## Collezioni

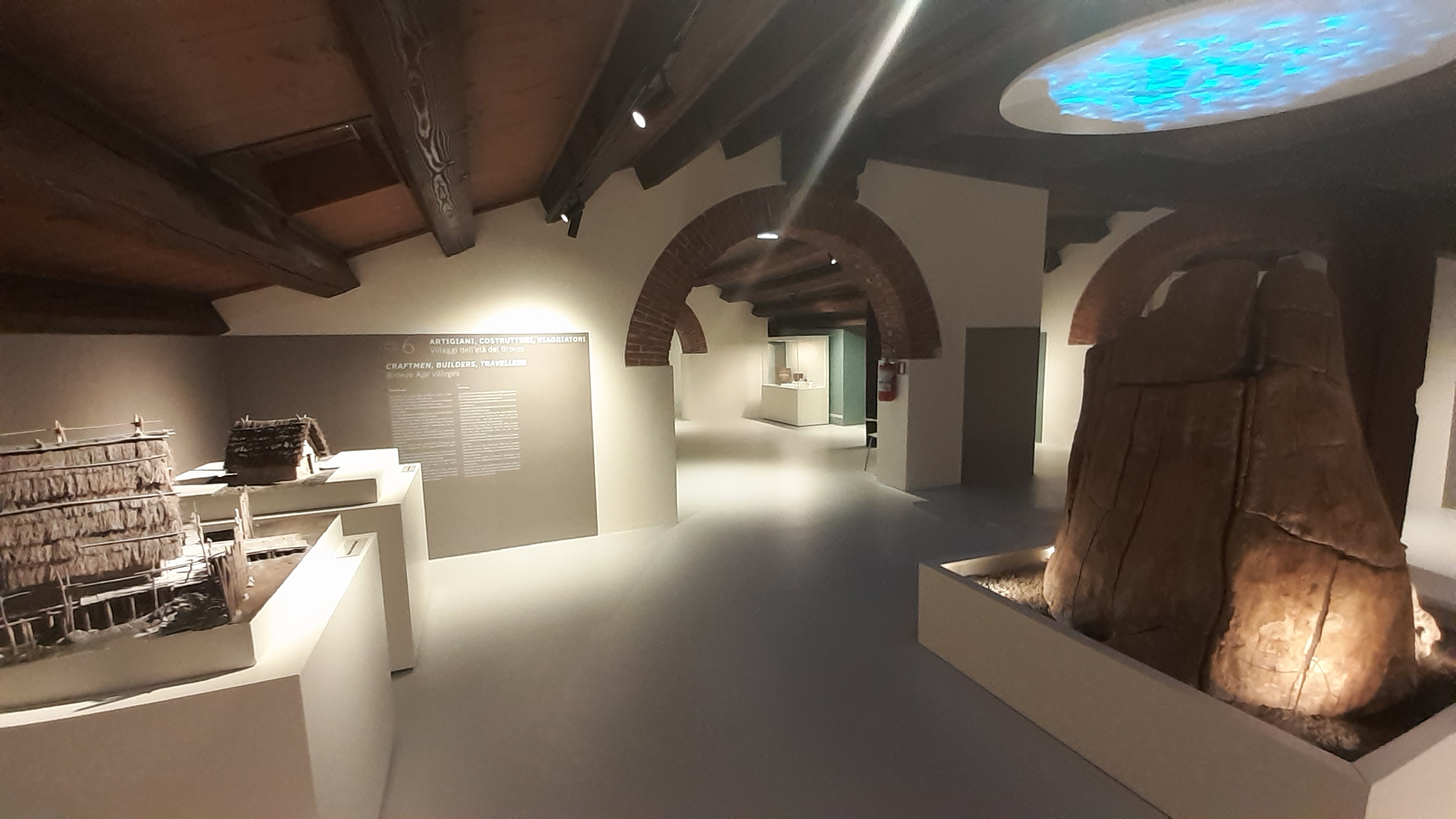
Interno del museo

Tra i più importanti oggetti esposti vi è una pietra calcarea su cui è dipinto uno sciamano e che è considerata una delle più antiche rappresentazioni pittoriche europee in quanto risalente al paleolitico superiore e proveniente dalla grotta di Fumane; un vaso di ceramica attribuibile al neolitico, rinvenuto a Lugo di Grezzana; alcune spade defunzionalizzate dell'età del bronzo che probabilmente fungevano da ex-voto probabilmente legati a imprese militari. Inoltre un pezzo di'insetimabile valore è il pozzo dell'età del bronzo rinvenuto a Bovolone nel 1999.